# ميتيلانوثيريوم
الميتيلانوثيريوم (الاسم العلمي: Mitilanotherium)،. وهو جنس منقرض من الزرافيات التي عاشت خلال عصري البليوسيني والبليستوسيني في قارة أوروبا. وهي زرافة متوسطة الحجم، تشبه الأكاب الحديثة، ولها اثنين البروزات العظمية الطويلة المباشرة فوق العين، ولها أطراف طويلة ونحيلة نسبيًا. تم العثور على أحافيرها في كل من اليونان، ورومانيا، وأوكرانيا، وإسبانيا.